# 39-я сессия Комитета всемирного наследия ЮНЕСКО
39-я се́ссия Комите́та Всеми́рного насле́дия ЮНЕ́СКО проходила в городе Бонн (Германия) с 28 июня по 8 июля 2015 года под председательством заместителя министра иностранных дел ФРГ и депутата Бундестага Марии Бёмер. 
На рассмотрение Комитета были представлены 37 номинаций, включающие 5 природных, 31 культурный и 1 смешанный (природно-культурный) объект. Кроме этого, Комитет провёл анализ состояния сохранности 94 объектов, уже включённых в Список Всемирного наследия, и 46 объектов, находящихся под угрозой. По итогам сессии в список Всемирного наследия внесено 24 объекта.

## Объекты, внесённые в список Всемирного наследия
| #  | Изображение | Название | Местоположение    | № объекта | Критерии       |
| -- | ----------- | --- | ----------------- | --------- | -------------- |
| 1  |             | Эфес Ephesus | Турция            | 1018      | iii, iv, vi    |
| 2  |             | Горы Блу-Маунтинс и Джон-Кроу Blue and John Crow Mountains | Ямайка            | 1356      | iii, vi, x     |
| 3  |             | Культурный ландшафт Мейманда Cultural Landscape of Maymand | Иран              | 1423      | v              |
| 4  |             | Клима, терруары Бургундии Climats, terroirs of Burgundy | Франция           | 1425      | iii, v         |
| 5  |             | Священная гора Бурхан-Халдун с окрестностями Great Burkhan Khaldun Mountain and its surrounding sacred landscape                                                                              | Монголия          | 1440      | iv, vi         |
| 6  |             | Место Крещения: «Вифания за Иорданом» (Аль-Мактас) Baptism Site «Bethany Beyond the Jordan» (Al-Maghtas)                                                                                      | Иордания          | 1446      | iii, vi        |
| 7  |             | Сузы Susa | Иран              | 1455      | i, ii, iii, iv |
| 8  |             | Акведук Падре Темблеке Aqueduct of Padre Tembleque Hydraulic System | Мексика           | 1463      | i, ii, iv      |
| 9  |             | Индустриальный ландшафт Фрай-Бентос Fray Bentos Industrial Landscape | Уругвай           | 1464      | ii, iv         |
| 10 |             | Холмы, особняки и винные погреба Шампани Champagne Hillsides, Houses and Cellars | Франция           | 1465      | iii, iv, vi    |
| 11 |             | Христианские миссии Сан-Антонио San Antonio Missions | США               | 1466      | ii             |
| 12 |             | Кварталы Шпайхерштадт и Конторхаус со зданием Чилехауса в Гамбурге Speicherstadt and Kontorhaus District with Chilehaus                                                                       | Германия          | 1467      | iv             |
| 13 |             | Кристиансфилд, моравское церковное поселение Christiansfeld, a Moravian Church Settlement | Дания             | 1468      | iii, iv        |
| 14 |             | Средневековый охотничий ландшафт в Зеландии Par force hunting landscape in North Zealand | Дания             | 1469      | ii, iv         |
| 15 |             | Некрополь Бейт Шеарима, памятник еврейского возрождения Necropolis of Bet She’arim: A Landmark of Jewish Renewal                                                                              | Израиль           | 1471      | ii, iii        |
| 16 |             | Наскальная живопись в регионе Хаиль Rock Art in the Hail Region of Saudi Arabia | Саудовская Аравия | 1472      | i, iii         |
| 17 |             | Исторические памятники Туси Tusi Sites | Китай             | 1474      | ii, iii        |
| 18 |             | Исторические области Пэкче Baekje Historic Areas | Республика Корея  | 1477      | ii, iii        |
| 19 |             | Ботанические сады Сингапура Singapore Botanic Gardens | Сингапур          | 1483      | ii, iv         |
| 20 |             | Объекты промышленной революции периода Мэйдзи: металлургия, судостроение и угольная промышленность Sites of Japan’s Meiji Industrial Revolution: Iron and Steel, Shipbuilding and Coal Mining | Япония            | 1484      | ii, iv         |
| 21 |             | Форт-Бридж The Forth Bridge | Великобритания    | 1485      | i, iv          |
| 22 |             | Индустриальная зона Рьюкан—Нутодден Rjukan-Notodden Industrial Heritage Site | Норвегия          | 1486      | ii, iv         |
| 23 |             | Арабо-норманнское Палермо, кафедральные соборы Чефалу и Монреале Arab-Norman Palermo and the Cathedral Churches of Cefalú and Monreale                                                        | Италия            | 1487      | ii, iv         |
| 24 |             | Крепость Диярбакыра и сады Хевсель Diyarbakır Fortress and Hevsel Gardens Cultural Landscape                                                                                                  | Турция            | 1488      | iv             |

## Расширение объектов, находящихся в списке всемирного наследия
Природные объекты:
- Охраняемые территории Капской флористической области  ЮАР
- Фонгня-Кебанг  Вьетнам

Культурные объекты:
- Путь Святого Иакова в Сантьяго-де-Компостела  Франция Испания

## Карта
- — объекты, внесённые в список всемирного наследия
- — объекты, находящиеся в списке всемирного наследия и получившие изменения
- — объекты, внесённые в список всемирного наследия, находящегося под угрозой
- — объект, исключённый из списка всемирного наследия, находящегося под угрозой